# 2023년 롬바르디아주 주의회 선거
2023년 롬바르디아주 주의회 선거는 롬바르디주 주지사를 포함한 주의원 80석을 선출하기 위해 2023년 2월 12일부터 13일까지 실시된다.

## 선거 과정
선거 전 여론조사를 통해 중도우파 연합이 승리할 것으로 예측됐다.